# Косьцелець (Сілезьке воєводство)
Косьцелець (пол. Kościelec) — село в Польщі, у гміні Рендзіни Ченстоховського повіту Сілезького воєводства.
Населення — 1988 осіб (2011).
У 1975-1998 роках село належало до Ченстоховського воєводства.

## Демографія
Демографічна структура станом на 31 березня 2011 року:
|          | Загалом | Допрацездатний вік | Працездатний вік | Постпрацездатний вік |
| -------- | ------- | ------------------ | ---------------- | -------------------- |
| Чоловіки | 1004    | 203                | 712              | 89                   |
| Жінки    | 984     | 179                | 590              | 215                  |
| Разом    | 1988    | 382                | 1302             | 304                  |